# 喬治·華盛頓 (發明家)

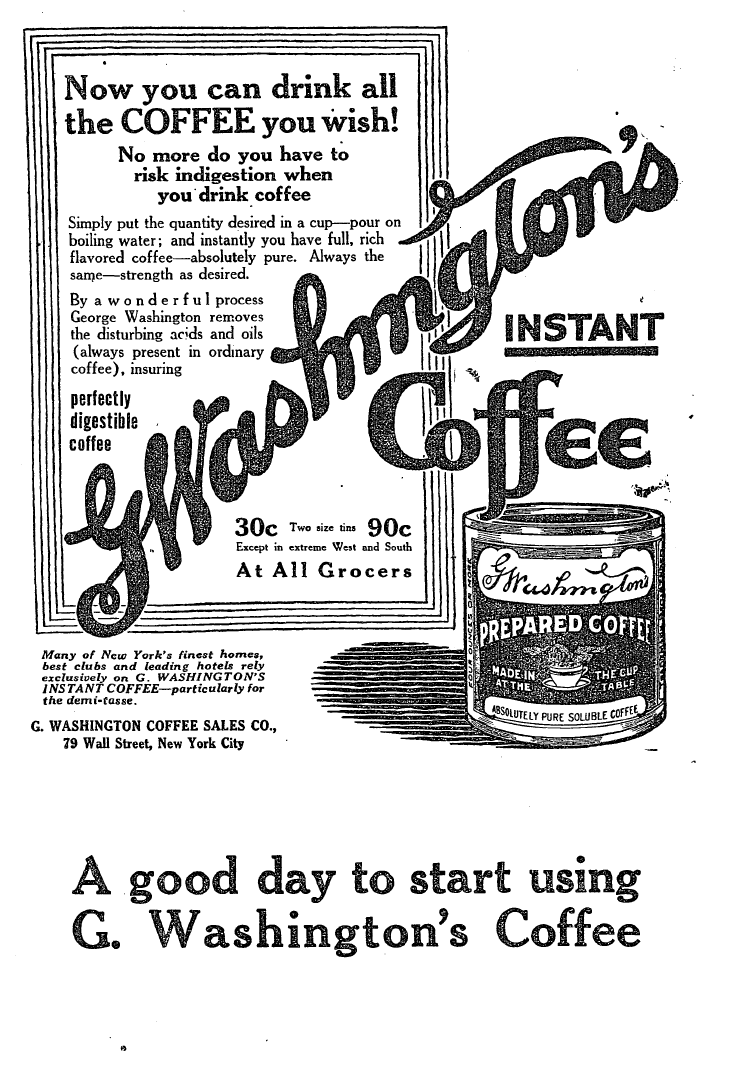
第一次世界大戰前向大眾推銷華盛頓咖啡的廣告，1914年2月23日刊登於《紐約時報》。

喬治·康斯坦特·路易·華盛頓（1871年5月20日—1946年3月29日）是英比血統的美國發明家與商人。華盛頓發明了即溶咖啡的早期生產方式，並創立大量生產即溶咖啡的華盛頓咖啡公司，聞名於世。
自祖國比利時移民後，華盛頓於1897年抵達紐約一帶，涉足於多項科技領域，直到1906年或1907年旅居於中美洲時，才靈光乍現、一頭栽進即溶咖啡製造，隨後在1909年開始銷售自制咖啡，在1910年成立了量產公司。公司總部設立於紐約與新澤西，生意日漸昌盛，並在第一次世界大战期間成為重要的軍資提供者。公司亦利用紐約各報章雜誌及電台大肆宣傳其產品。企業的成功為華盛頓帶來了大量財富；1927年，華盛頓從原居的布魯克林宅第搬到了新澤西的鄉村莊園。同年，華盛頓與稅務機關的官司敗訴。華盛頓已婚並有三名子女。
1943年，華盛頓逝世前不久，華盛頓的公司被惠氏公司併購。儘管其咖啡品牌於1961年停用，華盛頓之名現今仍被使用於產品「華盛頓的佐料與濃湯」。

## 早年生活

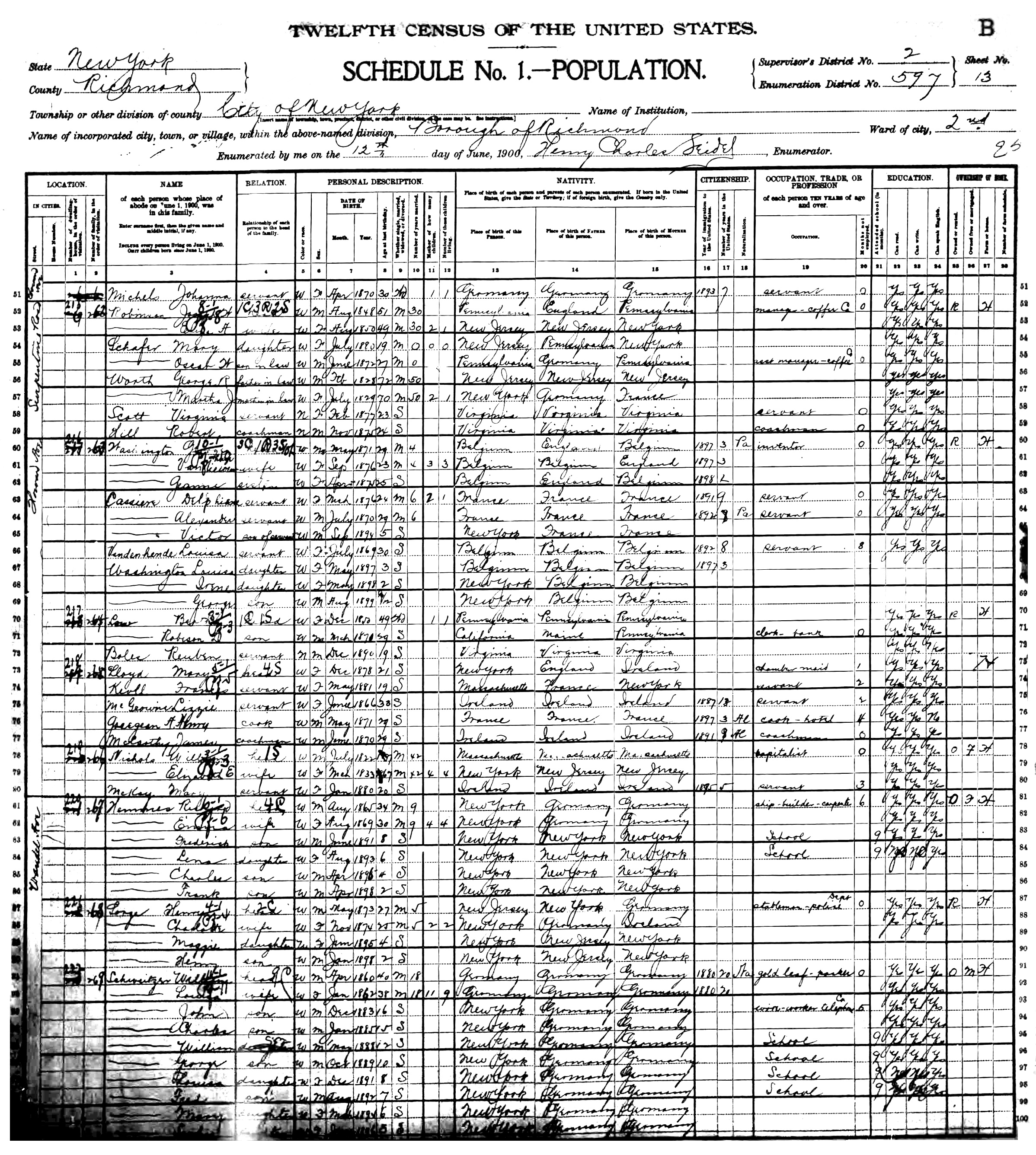
1900年美国人口普查

1871年5月，乔治·华盛顿出生于比利时科特赖克，父英格蘭人，母比利时人。据当时以父为主的国籍法，华盛顿曾是英国臣民，直至1918年5月入籍美国。他有至少六个兄弟姐妹也定居美国以及中美洲各地。有声称其与美国总统乔治·华盛顿有关系的说法，但不被证实。
华盛顿后居住在布鲁塞尔，也在德国波恩大学获得化学学位。1895年12月，华盛顿与Angeline Céline Virginie Van Nieuwenhuyse（在美国自称“丽娜”）结婚，她于1876年出生，也来自比利时。1900年美国人口普查记录显示，丽娜和丈夫一样，有英比血統（父比利时人，母英格兰人）。埃利斯島有记载，1896年10月6日，华盛顿夫妇从比利时安特卫普乘船抵达美国，不过，1900年美国人口普查却称他们是1897年移民到美国的。二人定居纽约一带，育有三子：路易莎·华盛顿（1897年5月出生）、艾琳·华盛顿（1898年5月出生）、小乔治·华盛顿（1899年8月出生）。
抵达纽约一带后，华盛顿创立公司，生产煤气罩。此时，华盛顿一家居住在史泰登岛的新布莱顿，但是他成立的乔治·华盛顿灯具公司设在附近的泽西市。随着白炽灯科技的进步，他放弃了这门生意。华盛顿一段时间也经营相机公司。1900年美国人口普查的时候，调查显示，29岁的华盛顿是发明家，和23岁妻子、三个孩子、妹妹（25岁）、三个仆人以及其中两个仆人所生下的孩子一同居住在布魯克林的租赁的房子。
1906年或1907年，华盛顿在危地马拉的牧场放牧时的当儿，研制了即溶咖啡的生产方式。在危地马拉约一年后，华盛顿回到了纽约市，开始他制造咖啡的事业。

## 备注
1. ↑  喬治·華盛頓在美國時並沒有使用他的全名—包括與華盛頓相關的人口普查與移民紀錄、專利申請書及當時新聞文章等皆無所提。
2. ↑  據《紐約時報》上記載之出生地為科特賴克，《紐約前鋒論壇報（英语：New York Herald Tribune）》上則是布魯塞爾。推測越鮮為人知的城市越少有類似錯誤。至少，據比利時相關紀錄清楚記載，華盛頓是於科爾特賴克結婚。
3. ↑  1900年美国人口普查显示华盛顿夫妇的长女（1897年5月出生）的出生地为比利时，尽管夫妇于1896年10月抵达埃利斯島。人口普查也显示他们是1897移民到美国的，而其他两个孩子的出生地显示为纽约。
4. ↑  与父亲名字相同，名字并非“小乔治”。

## 外部連結
- 咖啡的瞬間（页面存档备份，存于） - 《食物架的故事：食品雜貨專業的概史》（英語：The Story of a Pantry Shelf: An Outline History of Grocery Specialties）中的篇章（英文）
- 華盛頓的佐料與濃湯官方網站（页面存档备份，存于）（英文）